# 第4アウト
第4アウト（だい4アウト、fourth out）とは、野球の試合において、守備側が1イニング中に3個のアウトを取った後、さらにアピールプレイを行って成立させたアウトのことである。MLBの『Official Baseball Rules』において「fourth out」と記されているが、公認野球規則においては「第4アウト」と訳されてはいない。

## 概要
野球の試合において、守備側は1イニング中における3個目のアウト（第3アウト）を成立させた後であってもアピールプレイを行うことが認められており、審判員はそのアピールを支持する場合、アウトを宣告する。このアウトは、当該イニングにおいて4番目に宣告されたアウトであるため俗に「第4アウト」と呼ばれるが、野球では1イニングに記録されるアウトの個数は3個までであることから、第4アウトが発生した場合、当初の第3アウト成立までに起こったプレイの記録は取り消され、第4アウト成立までのプレイが記録上の第3アウトとなる。これはしばしば「第3アウトの置き換え」と呼ばれる。
これを利用することで、守備側は攻撃側の得点を無効にすることができる場合がある。野球の試合では、第3アウトが成立しても、それより先に走者が本塁に触れていれば走者の本塁到達が認められ、イニング終了と同時に得点が記録されるのだが（タイムプレイの項を参照）、その走者に対してアピールアウトを取ることができる場合（その走者が何らかの反則を犯した上で本塁に到達していた場合）、守備側はそのアウトを第4アウトとして取得し第3アウトに置き換えることで、一度認められた攻撃側の得点を無効にすることができる。
なお、第3アウト成立後のアピールプレイは、守備側チームの選手が競技場を去るまでに行わなければならない。「守備側チームの選手が競技場を去る」とは、投手及び内野手がベンチなどに戻るためにファウルラインを越えてフェア地域を離れることを意味する。アピールプレイが残っているにもかかわらず、それをアピールせずに投手及び内野手がファウルラインを越えた場合、その時点で「アピール権の消滅」と見なされることとなる。これは攻守交代と試合終了いずれの場合も同様である。

## 現実に起こった事例
事例1：1962年、東映 対 南海
1962年7月12日の東映フライヤーズ対南海ホークス戦の1回表、南海の攻撃で無死満塁
1. 南海の打者・ケント・ハドリが右飛に倒れた（一死）。
2. 南海の三塁走者・大沢啓二はタッグアップして本塁に到達、審判は得点を宣告した。
3. また、東映の連携の乱れをついて南海の二塁走者・バディ・ピートが本塁到達を狙うもタッグアウト（二死）、さらにその隙に三塁進塁を狙った南海の一塁走者・野村克也もタッグアウトとなった（三死）。
4. 三重殺により攻守交代かと思われたが、東映側から「大沢のリタッチが早かった」とのアピールがあり、これが認められたため（四死）、三死目と置き換えられて大沢の得点は無効となった。

事例2：2001年、ダイエー 対 ロッテ
2001年4月18日の福岡ダイエーホークス対千葉ロッテマリーンズ戦の1回表、ロッテの攻撃で一死満塁
1. ロッテの打者・デリック・メイが左飛に倒れた（二死）。
2. ロッテの三塁走者・小坂誠はタッグアップして本塁に到達、審判は得点を宣告した。
3. その後、このプレーで同じく三塁を狙ってタッグアップしていたロッテの二塁走者・福浦和也はタッチアウトとなった（三死）。
4. 併殺により攻守交代かと思われたが、ダイエー側から「小坂のリタッチが早かった」とのアピールがあり、これが認められたため（四死）、三死目と置き換えられて小坂の得点は無効となった。

事例3：2019年、明桜高校 対 秋田中央高校
2019年7月21日の第101回全国高等学校野球選手権秋田大会決勝、明桜高校対秋田中央高校戦の11回表、明桜高校の攻撃で一死満塁。
1. 打者が放った飛球を右翼手がスライディングして捕球（二死）。
2. 二塁走者と三塁走者がそれぞれ飛び出しており、送球を受けた二塁手が二塁を踏んで二塁走者をアウトにした（三死）。
3. 一方で、そのまま本塁へ突入していた三塁走者は二塁走者のアウトに先んじて本塁到達を果たしており、審判は得点を宣告していた。
4. 併殺により攻守交代と思われたが、秋田中央高校の選手は三塁に触球して三塁走者のリタッチ不足をアピールし、これが認められたため（四死）、三死目と置き換えられて三塁走者の得点は無効となった。

- 秋田中央高校の選手は当初、二塁を踏んだ時点で併殺として攻守交代に動きかけていたが、ファウルラインを超える前にベンチからの指示に気付いたことで三塁でのアピールプレイに成功した[6][7][8]。

## 「ルールブックの盲点の1点」
ルールブックの盲点の1点（ルールブックのもうてんのいってん）とは、上記の事例に反し、守備側が本塁へ到達した走者に対して発生する第4アウトの可能性に気づかずアピールを行わなかったことによって、結果的にその走者の本塁到達（攻撃側の得点）が承認される事象の俗称である。

### 概説
上記の事例はいずれもアピールプレイによって得点を無効にすることに成功しているが、反対に守備側がアピールしなかったことにより反則を犯して本塁へ到達していた走者の得点がそのまま記録されてしまう事例も存在する。水島新司の野球漫画『ドカベン』単行本35巻（文庫版23巻）においてそのプレイにまつわるエピソードが描かれており、それと類似の事象は作中で用いられた文言から俗に「ルールブックの盲点の1点」と呼ばれる。また、神尾龍原作・中原裕作画の野球漫画『ラストイニング』でも似た事象が描かれ、より詳細な解説を含んだストーリーが展開された。
「ルールブックの盲点」と言っても、公認野球規則に何らかの不備があるという意味ではなく、「プレイしている選手も意外に知らない（見落としている、失念している）ルール」などといった意味合いである。また、転じてアピールプレイを怠ったことによる失点全般を指すときにも使われることもある。
現在では、この種のアピールプレイ忘れは少年野球の段階で練習を積んで本番の試合で起こさないようにしなければならない、初歩中の初歩のミスとして認知されている。
野球の試合をテーマにしたコンピュータゲームにおいては、飛球を野手に捕球された場合はタッグアップをしていない走者は自動的に帰塁するシステムになっているため、「ルールブックの盲点の1点」は起こらない仕組みになっている。
例示
1. 一死で、三塁走者と他に一塁か二塁（あるいは両方）に走者がいる状況において、スクイズプレイやヒットエンドランなどで各走者が投球と同時にスタートを切ったと想定する。このとき打球が小フライやライナーなど滞空時間の短い飛球となった場合、スタートを切っていた各走者は飛球が捕らえられた際の帰塁（リタッチ）が困難となる。守備側の選手は飛球を捕らえ（二死）、大きく離塁している走者の占有塁（帰塁すべき塁）に触球し（三死）、これを併殺として攻守交代することができる。
2. この時、飛球を捕らえた選手が、三塁走者ではない他走者の占有塁（一塁または二塁）に触球したとする。これで第3アウトが成立したが、このアウトはアピールアウトであってフォースアウトではないということに注意が必要である[11][12]。
3. さらにその際、三塁走者が三塁にリタッチせず、上記の第3アウト成立より先に本塁に到達していたとする。この進塁はボールインプレイ中の進塁であるため一旦認められ、球審は「得点」を宣告する[3]。ただし、先述の通りこの三塁走者は占有塁である三塁にリタッチしていないため、守備側は他の走者で第3アウトを成立させた後であっても、改めて三塁に触球し三塁走者がリタッチしていないことを審判にアピールすることで三塁走者をアウトにすることができる（四死）。これにより「第3アウトの置き換え」が行われ、得点は記録されることなくそこで攻守交代となる。
4. しかし、当初の第3アウトを成立させた時点で攻守交代と判断した守備側の投手及び内野手全員は、そのままベンチに引き上げようとフェア地域を離れてしまい、その時点でアピール権を消失。それと同時に三塁走者の本塁到達が正式に認められ得点が記録される。

備考
- リタッチを果たしていない走者をアウトにする行為はアピールプレイであるが[11][12]、「ボールを持って塁に触れる」という共通の動作のために、一塁または二塁上における当初の第3アウトについてフォースアウトとアピールアウトが混同されていることが守備側のミスを誘発した要因である。「この第3アウトはフォースプレイによるアウトである」と勘違いした守備側は、第3アウトがフォースアウトであればその成立以前に本塁到達があっても得点は記録されないこと[注 1]を踏まえ、三塁走者のプレイを切り捨ててプレイを続行したと考えられる。なお、前述の事例3における守備側の対応は、当初の第3アウトをフォースアウトとアピールアウトとで混同することなく適切に対処することができた好例である。
- 前述した事例1及び2と異なる点としては、事例1及び2における当初の第3アウトがいずれの場合も明確なタッグプレイによるアウトであったことが挙げられる。これにより前述した例の守備側である東映及びダイエーは、当初の第3アウトについてアウトの種類を混同する余地もなく、相手走者の反則に対して適切な処理ができたと考えられる。

### 物語で描かれた事例
『ドカベン』で描かれたエピソード
夏の甲子園・神奈川県予選大会三回戦の、主人公の山田太郎が所属する明訓高校と好投手・不知火守を擁する白新高校との試合で描かれた。

試合は0-0のまま延長戦に突入し10回表、明訓高校の攻撃。一死満塁で打者は微笑三太郎。
1. 微笑はスクイズプレイを試みるが、投手前への小フライとなる。白新の投手・不知火がこれを飛びついて捕球し、微笑がアウト（二死）。スクイズプレイの場合、インフィールドフライにならないことに留意する必要がある。
2. スタートを切っていた三塁走者・岩鬼正美はそのまま走り続け、リタッチしないまま本塁に滑り込む。
3. 一塁走者の山田は大きく離塁しており、これを見た不知火は迷わず一塁へ送球。一塁手が一塁に触球し、山田がアウト（三死）。ダブルプレイが成立。このとき、岩鬼は本塁上にとどまっていた。
4. 一塁上において第3アウトが宣告されたため、白新高校ナインは全員ベンチに引き上げた。岩鬼も明訓高校ベンチへ戻り、明訓が1点先制。

- 第2アウトは微笑、第3アウトは山田で、この一連のプレイで本塁上にいる岩鬼はアウトになっていない。岩鬼は第3アウト成立前に本塁に到達しており、一塁走者・山田の第3アウトはフォースアウトではないため、このプレイでの岩鬼の得点は認められる[13][注 3]。ただし、岩鬼は三塁へのリタッチを行っていないため、白新高校側は第3アウト成立後であっても審判員に対して岩鬼の離塁が早かったことをアピールし、岩鬼をアピールアウトにして第3アウトの置き換えを行うことで岩鬼の得点を無効にすることができる。
- しかし、岩鬼の得点が認められていることに気付かなかった[注 4]白新高校ナインはアピールを行わず、野手全員がファウルラインを越えた時点でその権利を喪失した。岩鬼の得点はそのまま認められ、明訓高校に1点が入った。
- 作中では、明訓高校の土井垣将監督がこのプレイを解説する形をとり、その締めくくりとして公認野球規則7.10（当時。現5.09(c)）の本文が示されている[注 5]。

『ラストイニング』で描かれたエピソード
夏の甲子園・埼玉県予選大会決勝戦の、主人公達の彩珠学院高校とライバル校の聖母学苑高校との試合で描かれた。

9回表、彩珠学院高校の攻撃。一死二・三塁で、打者は4番の大宮。
1. 大宮はライナー性の打球を放つも、遊撃手の新発田がジャンプしてこれを捕球し、大宮がアウト（二死）。
2. 二・三塁走者はヒットと判断してスタートを切っており、三塁走者は帰塁せずにそのまま本塁に、二塁走者は三塁まで到達していた。
3. 遊撃手の新発田は、捕球位置から近かった二塁へ送球し、二塁走者がアウト（三死）。
4. 第3アウト成立より前に三塁走者が本塁を踏んでいたことから、三塁走者の得点が認められ、彩珠学院に1点が記録された。

- 聖母学苑は、ベンチへ戻ろうとする間際に得点されていることに気づき、三塁走者がリタッチしていないことを主張して、第3アウトの置き換えを申し出るものの、彩珠学院側はアピールが遅いと主張した。審判団は、アピール権の有無の判断基準となる投手及び内野手の全員がファウルラインを超えたことの確認を怠っており、判定に窮し、試合は一時中断となった。協議の結果、「ファウルラインを超えていたかは確認できなかったが、聖母学苑の選手は明らかにベンチへ帰ろうとしており、プレイを放棄したと見なす」と判定し、聖母学苑のアピールを受け付けず、彩珠学院の得点が認められた。

### 現実に起こった事例
2009年、MLB ダイヤモンドバックス 対 ドジャース
2009年4月12日のアリゾナ・ダイヤモンドバックス対ロサンゼルス・ドジャース戦、2回表、ドジャースの攻撃で一死二・三塁。
1. 打者ランディ・ウルフが放ったライナーの打球を、投手のダン・ヘイレンが捕球（二死）。
2. ヘイレンは二塁手のフェリペ・ロペスに送球、ロペスは飛び出していた二塁走者に触球した（三死）。
3. ダイヤモンドバックスの選手達が攻守交代のためベンチへ戻った後、ドジャースの監督ジョー・トーリらが「二塁走者のアウトよりも早く、三塁走者のアンドレ・イーシアーが本塁に到達している」と主張し、これが認められ得点が記録された。

- このルールについてトーリは、ボブ・シェーファー（英語版）ベンチコーチが知っていて、監督に教えたとコメントしている。ダイヤモンドバックス監督のボブ・メルビンも「審判が正しい」とし、異議を唱えることはしなかった[15]。

2009年、前橋工業高校 対 千葉商大付属高校
2009年11月2日に行われた第62回秋季関東地区高等学校野球大会の準々決勝、前橋工業高校（群馬）対千葉商大付属高校（千葉）戦の7回裏、千葉商大付属高校の攻撃で一死二・三塁。
1. 中堅に落ちるかに見えたライナー性の打球を中堅手がダイビングで捕球（二死）。
2. この時、打球が地面に落ちると判断していた三塁走者は、三塁へリタッチすることなく本塁へ向かっていた。
3. 捕球した中堅手は二塁ベースカバーの二塁手に送球し、三塁走者と同様に飛び出していた二塁走者をアウトにした（三死）。
4. 送球が二塁に渡る前に三塁走者が本塁に触れていたものの、前橋工業高校の投手と内野手全員はそのままファウルラインを越えたためアピール権が消失。それを確認した審判団は三塁走者の得点を認めた。

- 前橋工業ナインはベンチに引き上げた後に三塁に触球しアピールしたものの、既にアピール権は消滅していたために受け入れられることはなかった[16]。

2011年、履正社高校 対 九州学院高校
2011年3月30日に行われた第83回選抜高等学校野球大会の第8日、履正社高校（大阪）対九州学院高校（熊本）戦の6回表、九州学院高校の攻撃で一死満塁。
1. 左翼前に落ちるかに見えたライナー性の打球を左翼手がファインプレーで捕球（二死）。
2. この時、三塁走者は打球を見ながら三塁の近くで立ち止まっていたが、二塁走者は既に三塁近くまで到達しており、そのため三塁走者は三塁へリタッチすることなく本塁へ向かった。
3. 捕球後二塁走者の動きを確認した左翼手はそのまま二塁まで走り、自ら二塁を踏んで二塁走者をアウトにした（三死）。
4. 左翼手が二塁を踏む前に三塁走者が本塁に触れていたものの、履正社高校の投手と内野手全員はそのままファウルラインを越えたためアピール権が消失。それを確認した審判団は三塁走者の得点を認めた。

- 履正社ナインは得点が記録されているのを確認した後、監督・岡田龍生の指示によりグラウンドに戻ってアピールしたものの、既にアピール権は消滅していたために受け入れられることはなかった[17]。
- 履正社高校の左翼手は、捕球後相手三塁走者がリタッチしていないことを認めた上で「得点には関係のないプレイ」と判断したことを後に明かしている。また、味方内野手全員が二塁への触球を促したことや、監督の岡田も判断に迷っていたことも明かしており、チーム全体がルールを把握していなかったことが明らかになっている[17]。

2012年、済々黌高校 対 鳴門高校
2012年8月13日に行われた第94回全国高等学校野球選手権大会の第6日、済々黌高校（熊本）対鳴門高校（徳島）戦の7回裏、済々黌高校の攻撃で一死一・三塁。
1. 打者が放ったライナーを遊撃手がジャンプして好捕（二死）。
2. 一塁走者はヒットエンドラン、三塁走者もギャンブルスタートによって走り出しており、一塁走者は一塁への帰塁を諦めた。
3. それを確認した遊撃手は一塁手へゆっくり送球し、一塁手が一塁に触球して一塁走者をアウトにした（三死）。
4. 一方の三塁走者は、遊撃手の捕球後一瞬立ち止まりかけたものの本塁へ全力疾走しており、送球が一塁手に渡る前に本塁に到達していた。しかし鳴門高校の投手と内野手は全員がそのままファウルラインを越えたため、アピール権が消失した。それを確認した審判団は三塁走者の得点を認めた。

- この試合で、済々黌高校は5回裏の一死一・三塁の状況でも全く同様の作戦を行なっていたが、このときは球審が本塁生還よりも第3アウトの方が先として退けていた[18]。この際は遊撃手が二塁手へ送球し、二塁を踏んでいた一塁走者に触球してより早くアピールアウトを成立させていた。しかし二塁塁審が一塁塁審に判定を促した[注 6]のを見てからさらに一塁にも触球しており、ルールに熟知していないことを悟られている[19]。
- なお、済々黌高校の三塁走者は小学生時代、先述した『ドカベン』におけるエピソードを読んでおり、得点成立を狙っていたことを試合後に明かしている[19][10]。また、鳴門高校の捕手もルールは分かっていたが、打球の方向に集中していたため三塁走者が第3アウトよりも先に本塁に達したことを把握できず、審判員へアピール出来なかったと語っている[20]。
- 済々黌高校監督（当時）の池田満頼は、自身の少年期より愛読していた『ドカベン』に影響を受け、この試合の数年前から野球部での練習に取り入れていたと語っている[21]。

2022年、MLB ナショナルズ 対 パイレーツ
2022年6月29日のワシントン・ナショナルズ対ピッツバーグ・パイレーツ戦、3 - 3で迎えた5回表、パイレーツの攻撃で一死二・三塁。
1. 打者ケブライアン・ヘイズが放った打球を、一塁手ジョシュ・ベルが地面スレスレでダイレクト捕球（二死）。
2. 2人の走者は共に次の塁へ走り出しており、それぞれ次の塁へ到達しようとしていた。
3. これを見たベルは三塁手エイーレ・アドリアンサに送球、三塁に到達した二塁走者は直接触球されてアウトとなった（三死）。
4. 一方の三塁走者は二塁走者が触球される前に本塁に到達していたが、審判団はナショナルズの守備陣が三塁走者のリタッチ不足についてアピールを果たすことなくファウルラインを越えたと判断したため、パイレーツの得点が記録された。

2022年、高松西高校 対 高松北高校
2022年7月17日、第104回全国高等学校野球選手権香川大会3回戦、高松西高校対高松北高校戦の7回表、高松西高校の攻撃で一死一・三塁。
1. 打者が放ったライナーを遊撃手が二塁付近で地面スレスレで好捕（二死）、一塁走者と三塁走者がそれぞれ飛び出しており、これを見た遊撃手は一塁へ送球した。
2. 送球を受けた一塁手だったが、三塁走者がそのまま本塁へ向かうのを確認し一塁へ触球することなく本塁へ送球。クロスプレーの結果、審判は得点を宣告した。
3. 一塁走者はこの間にも未だ帰塁を果たしていなかったため、捕手は一塁へ送球し一塁走者をアウトにした（三死）。
4. 高松北高校の投手と内野手はそのままベンチへ引き上げためアピール権が消失、高松西の得点が確定した。

- 高松西高校では、「めったにない」こととしながらも同じ状況を想定しての守備練習を行なっていたことを試合後の取材にて明かしている。

## 人的ミス
まれに、人的ミスなどによる第4アウトが発生することもある。第3アウトが成立したにもかかわらず、審判員等が気付かずにプレイすることで生ずることがあるが、この場合は第3アウト成立後の記録は抹消され無効となる。
- 1982年8月6日から8月20日まで開催されていた「第64回全国高等学校野球選手権大会」の大会5日目となる8月11日に第4試合（2回戦の初戦）として行われた益田（島根）対帯広農業（北北海道）の9回表の益田の攻撃時に起こった。第3アウトで交代であったが、4人の審判員のほか各選手らはそれに全く気付かず、第3アウト後も次の打者を出したものの、サードゴロであったため攻守交代した。帯広農の投手は交代の際、指を4本立てて怪訝な顔をした。後に記録員の指摘で間違いが判明した。原因はスコアボードのアウトを表示するカウントランプが故障により、1つしか灯っていなかったからだったという[注 7]。
- 2018年10月21日の第71回秋季関東地区高校野球大会1回戦、常総学院対桐蔭学園の8回表、常総の攻撃で一死一塁1ボール2ストライク。打者は三振したが、二塁に送球する捕手の守備を妨害した。この時点で打者は三振でアウト（二死）、インターフェアで守備が行われている走者もアウト（三死）で交代のはずだったが、審判員は二塁に到達した走者に一塁に戻るように指示し、二死で試合が再開された。次の打者がセカンドゴロに倒れたあと、審判団が間違いに気付き、セカンドゴロの記録は抹消された[24]。